# Gaius Trebatius Testa
Gaius Trebatius Testa (asi 84 př. n. l. – pravděpodobně 4) byl římský právník.
Pocházel z Velie (Elea) v Lukanii, kde jeho rodina patřila mezi jezdce.
Jeho učitelem byl Cornelius Maximus, v roce 54 př. n. l. ho Cicero doporučil Caesarovi do Galie. Trebania však nezajímalo vojenství a začal studovat právo.
Za vlády Augusta se stal známým právníkem.
Z jeho spisů se nezachovalo vůbec nic, je znám pouze z citací pozdějších autorů.
- De religionibus
- De civili jure